# Amphiascus demersus
Amphiascus demersus är en kräftdjursart som beskrevs av Nicholls 1939. Amphiascus demersus ingår i släktet Amphiascus och familjen Diosaccidae. Inga underarter finns listade i Catalogue of Life.